# Валтонен, Элина
Элина Валтонен (фин. Elina Maria Valtonen, в замужестве — Лепомяки, Lepomäki; род. 23 октября 1981, Хельсинки) — финский политический деятель. Член партии «Национальная коалиция». Министр иностранных дел Финляндии с 20 июня 2023 года. Депутат эдускунты с 2014 года. Депутат городского совета Хельсинки с 2021 года.

## Биография
Родилась в 1981 году в Хельсинки. Отец — журналист, мать — предприниматель в  сфере коммуникаций. Имеет старшего брата. Выросла в районе Оулункюля.
Когда Элине было 9 лет, семья переехала в город Бонн в Германии. В Германии Элина выучила немецкий язык.
В 2000 году окончила Хельсинкскую немецкую школу. В 2004 году получила степень бакалавра технических наук в области технологий информационной безопасности в Хельсинкском технологическом университете. В 2005 году получила степень магистра экономики в Хельсинкской школе экономики (ныне Школа экономики Университета Аалто).
В 2001 году работала редактором в финансовом ежедневнике Taloussanomat. В 2001—2002 гг. — главный редактор студенческого журнала Polyteekkari, издаваемого в Хельсинкском технологическом университете.
В 2003 году работала программистом в компании по разработке программного обеспечения Valuatum в Хельсинки. 
В 2003—2007 годах работала старшим аналитиком в банке Nordea. В 2007—2012 годах — исполнительный директор по работе с корпоративными клиентами банка Королевского банка Шотландии в Лондоне, где познакомилась с будущим мужем.
В 2013—2014 гг. — директор по исследованиям финского Аналитического центра Libera. С 2015 по 2021 год являлась председателем совета Аналитического центра Libera. Является председателем фонда Helsinki Events Foundation, который с 2019 года проводит важные общественные мероприятия в городе Хельсинки. Является управляющей компании Spiritus Rector Oy, которая занимается издательско-информационной деятельностью.
В 2000 году вступила в партию «Национальная коалиция». В 2001—2003 гг. была помощником депутата эдускунты Мартти Тиури.
4 июля 2014 года заняла в эдускунте место избранного в округе Уусимаа Юрки Катайнена, назначенного европейским комиссаром по финансам. На парламентских выборах 2015 года набрала 6541 голос в округе Уусимаа. На парламентских выборах 2019 года набрала 19 292 голосов в округе Уусимаа. Являлась членом Комитета иностранных дел (2021—2023), председателем финской делегации в Парламентской ассамблее НАТО (2022—2023). На парламентских выборах 2 апреля 2023 года набрала 32 562 голосов и была переизбрана в округе Хельсинки.
По результатам муниципальных выборов 2021 года избрана в городской совет Хельсинки.
В июне 2016 года на партийном собрании в Лаппеэнранте баллотировалась на пост председателя партии. Однако выборы выиграл Петтери Орпо. В сентябре 2020 года избрана заместителем председателя партии вместе с Антти Хяккянененом и Анной-Кайсой Иконен на двухлетний срок. Переизбрана в 2022 году. В 2024 году не баллотировалась.
20 июня 2023 года назначена министром иностранных дел в правительстве под руководством премьер-министра Петтери Орпо.

## Личная жизнь
Бывший муж — Юкка Лепомяки (Jukka Lepomäki). Родила двоих детей.